# Шульгин, Яков Николаевич
Яков Николаевич Шульгин (укр. Я́ків Микола́йович Шульги́н; 19 февраля 1851, Киев Российская империя — 14 (01) ноября 1911, там же) — украинский историк, педагог и общественно-культурный деятель, видный представитель культурного возрождения Украины конца XIX — начала XX веков. Действительный член Научного общества имени Т. Шевченко.

## Биография
Выходец из казацкого старшинского рода, находящегося в родственных связях с гетманскими родами Полуботков, Скоропадских, Самойловичей, Апостолов.
Родился в семье служащего. Среднее образование получил во 2-й Киевской гимназии. В 1869—1874 годах обучался на историко-филологическом факультете Киевского Императорского университета Святого Владимира. Ученик В. Антоновича.
После завершения учёбы работал в начальных школах, участвовал в создании народных школ. В 1876 годупродолжил обучение за рубежом в Вене, Мюнхене, Страсбурге и Париже. В Женеве вместе с М. Драгомановым участвовал в издании последнего сборника «Громада», на что потратил свои сбережения.
После возвращения осенью 1877 г. на Украину сотрудничал с организацией «Старая громада». Работал в редакции газеты «Киевский телеграф». Впоследствии переехал в Одессу, где учительствовал в гимназии. Был близок к народническому движению, поддерживал связи с И. Ковальским, А. Желябовым, И. Житецким, В. Малёванным.
В 1879 году за попытку основать нелегальный журнал был арестован и сослан в Енисейск (ныне Красноярский край). В связи с ухудшением состояния здоровья освобождён через 4 года досрочно и выслан в Варшаву.
В 1883 г. вернулся в Киев. С 1894 года работал контролёром Государственного банка в Елисаветграде. С 1899 г. — служащий Управления Юго-Западной железной дороги в Киеве.
Позже — преподаватель словесности в гимназии Г. Валькера, учитель 1-й Киевской гимназии.
Активный член «Старой громады», один из основателей Украинского научного общества (1906) и его секретарь. Сотрудничал с киевским Историческим обществом летописца Нестора, редакцией газеты «Киевский телеграф».
Автор трудов по истории Украины XVII—XVIII веков, Колиивщины. Освещал социальные и политические конфликты, вызванные действиями русских властей по уничтожению автономии Украины после 1654 года, дал характеристику жизни и деятельности Черниговского полковника П. Полуботка. Детально исследовал гайдамацкое движение и развитие школьного образования на Правобережной Украине в XVIII веке. Составил библиографию трудов Г. Сковороды.
Отец А. Шульгина, двоюродный брат В. Шульгина.
Похоронен на Байковом кладбище в Киеве.